# Rezerwat przyrody Gązwa

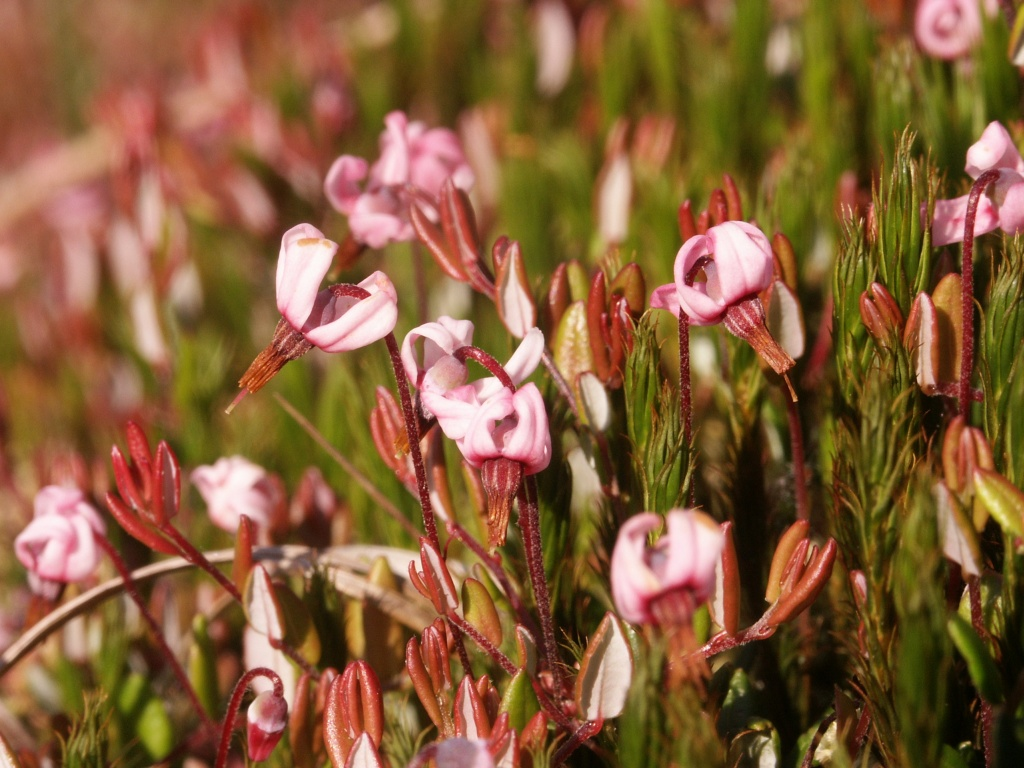
Żurawina błotna

Rezerwat przyrody Gązwa – torfowiskowy rezerwat przyrody w powiecie Mrągowo (województwo warmińsko-mazurskie).
Położony jest na zachód od Mrągowa między wsiami Bagienice Małe i Gązwą.
Rok założenia: 1958
Powierzchnia: 204,76 ha
Położenie: Leśnictwo Złoty Potok, oddział 191 – 195, 215 – 219, 233 a, b, 234 a–d, 235, 237, 256.
Przedmiot ochrony: kompleks torfowisk śródleśnych przejściowych i wysokich charakterystycznych dla Pojezierza Mazurskiego (Sphagnetum magellanici – mszar sosnowy, Vaccinio uliginosi – bór bagienny, Peucedano pinetum – subkontynentalny bór świeży).
Rezerwat jest klasycznym przykładem torfowiska wysokiego typu kontynentalnego. Na torfowisku rośnie karłowata sosna w wieku 60–100 lat (6–7 m wysokości). Na terenie rezerwatu występują rzadkie gatunki wątrobowców, mchów i roślin naczyniowych, m.in.: bagno zwyczajne, bażyna czarna, żurawina błotna, borówka bagienna, wełnianka pochwowata, rosiczka okrągłolistna i rosiczka długolistna.
Podstawa prawna: Monitor Polski Nr 16 z 1958 r. poz. 105.